# CTS 국제 찬송가 경연대회
《CTS 국제 찬송가 경연대회》는 찬송가를 통해 세계 곳곳에 위로와 힐링을 전하는 CTS기독교TV의 국제규모 찬양 경연 프로그램이다.

## 심사위원
- 박신화= 이화여자대학교 학장

- 김희철= 유나이티드싱어즈 음악감독

- 강무림= 연세대학교 교수

- 서혜연= 한국성악가협회 이사장

- 송윤진= 서울신학대학교 교수

- 이현철= 장로회신학대학교 교수

- 이희갑= 백석예술대학교 교수

## 결과
| 결과                      | 이름                  | 예명  | 소속사   | 소속그룹       |
| ------------------------- | --------------------- | ----- | -------- | -------------- |
| 대상                      | 장철준                |       | 윤스토리 | 안산시립합창단 |
| 최우수상                  | 송재훈 (프라이하이트) |       |          | 프라이하이트   |
| 최우수상                  | 김현수 (프라이하이트) |       |          | 프라이하이트   |
| 최우수상                  | 나준상 (프라이하이트) |       |          | 프라이하이트   |
| 최우수상                  | 박시온 (프라이하이트) |       |          | 프라이하이트   |
| 최우수상                  | 홍영준 (프라이하이트) |       |          | 프라이하이트   |
| 우수상, 라디오조이 인기상 | 김지훈                |       |          |                |
| 우수상                    | 이지원 (민요자매)     |       |          | 민요자매       |
| 우수상                    | 이송연 (민요자매)     |       |          | 민요자매       |
| 장려상                    | 길하윤                |       |          |                |
| 장려상                    | 유시온                |       |          |                |
| 장려상                    | 유재언                |       |          |                |
| 희망상, 라디오조이 인기상 | 김소희                |       |          |                |
| 희망상                    | 이아람                |       |          |                |
| 희망상                    | 홍성선                |       |          |                |
| 희망상                    | 박예준                |       |          |                |
| 희망상                    | 박동열                |       |          |                |
| 희망상                    | 김민성                | Marco | Avant    |                |
| 희망상                    | 박은혁 (Lead)         |       |          | Lead           |
| 희망상                    | 변승빈 (Lead)         |       |          | Lead           |
| 희망상                    | 곽라엘                |       |          |                |
| 해외특별상                | 김서희                |       |          |                |
| 해외특별상                | 김승리                |       |          |                |